# Kāneʻohe
Kāneʻohe ist eine Stadt (Census-designated place) im Bundesstaat Hawaii in den Vereinigten Staaten.
Sie ist der zweitgrößte Ort der Ostseite der Insel Oʻahu. 

## Geographie
Er liegt an der Kāneʻohe Bucht im Landkreis Honolulu County und grenzt an die Nachbarstadt Kailua. Seine Landfläche beträgt 17,0 km² bei einer Gesamtfläche von 22,0 km². Er ist ein wichtiges kommerzielles Zentrum mit vielen Geschäften, Warenhäusern und mehreren großen Einkaufszentren. In unmittelbarer Nähe befindet sich die Marine Corps Base Hawaii. Der hawaiische Name bedeutet Bambusmann und soll auf den Vergleich der Grausamkeit eines Ehemannes mit der Schneide eines Bambusmessers zurückgehen.
Der Ort verfügt über einen botanischen Garten, den Hoʻomaluhia Botanical Garden mit Hunderten von Pflanzenarten aus verschiedenen Kontinenten, sowie drei Golfplätze. Im Valley of the Temples Memorial Park befindet sich ein japanischer Tempel mit großer Buddha-Statue.
Obwohl Kāneʻohe nur 12 Kilometer (Luftlinie) von Honolulu entfernt liegt, ist das Wetter ganz verschieden. Hier fällt an durchschnittlich 236 Tagen im Jahr Regen mit einer Niederschlagsmenge von 1344 mm, während es in Honolulu im Jahresdurchschnitt nur an 89 Tagen regnet und die Niederschlagsmenge nur 434 mm beträgt.

## Demographie
Bei der Volkszählung 2020 gaben die 37.430 Einwohner folgende Ethnizitätszugehörigkeit an: 38,3 % Asiaten, 32,7 % gemischtrassig, 19,8 %  Weiße, 9 % Hispanics, 8,2 % Hawaiier und andere Pazifikbewohner, 0,3 % Schwarze oder Afroamerikaner. Das mittlere jährliche Haushaltseinkommen betrug 116.118 US-Dollar.

## Bildung
Am Rand der Koʻolau Berge in Kāneʻohe befindet sich das von der University of Hawaii betriebene Windward Community College mit rund 2500 Studenten.

## Persönlichkeiten
- Mike Lambert (* 1974), in Kāneʻohe geborener Volleyball- und Beachvolleyballspieler